# Øksneholm
Øksneholm är en ö i Roskildefjorden i Danmark.   Den ligger i Region Hovedstaden, i den östra delen av landet, 40 km nordväst om Köpenhamn.